# Перелом Ґалеацці
Перелом Ґалеацці - це перелом дистальної третини променевої кістки з вивихом дистального промене-ліктьового суглоба. Класично він включає ізольований перелом місця з'єднання дистальної третини і середньої третини променевої кістки з пов'язаним підвивихом або вивихом дистального промене-ліктьового суглоба; травма порушує вісь суглоба передпліччя. Інша назва — перелом Дюпюітрена (англ. Dupuytren's fracture).

## Ознаки та симптоми
Біль і набряк м'яких тканин проявляються в дистальній третині в місці перелому променевої кістки і в суглобі зап'ястя. Ця травма підтверджується рентгенологічно. Травма передпліччя може бути пов'язана з компартмент-синдромом (пошкодженням м'язів від набряку). Параліч переднього міжкісткового нерва передпліччя (AIN) також може бути присутнім, але його легко пропустити, оскільки сенсорний компонент у цьому випадку відсутній. Суто руховий нерв, AIN - це відділ серединного нерва. Травма AIN може призвести до паралічу довгого згинача великого пальця і м'язів глибокого згинача пальців до вказівного пальця, що призведе до втрати механізму зчеплення між великим і вказівним пальцями. Переломи Ґалеацці іноді пов'язані з падінням зап'ястя через травму променевого нерва, сухожиль розгиначів або м'язів.

## Патофізіологія
Вважається, що етіологія перелому Ґалеацці — падіння, внаслідок якого виникає раптове надмірне осьове навантаження на перерозігнуте передпліччя. Однак дослідники не змогли відтворити механізм пошкодження в лабораторних умовах.
Після пошкодження перелом піддається дії деформуючих сил м'язів, включаючи сили розгиначів м'язів плечового променевого відділу, квадратного пронатора та розгиначів великого пальця, а також ваги кисті. Деформуючі пошкодження м'язів та м'яких тканин, пов'язані з цим переломом, неможливо контролювати за допомогою гіпсової іммобілізації.

## Лікування

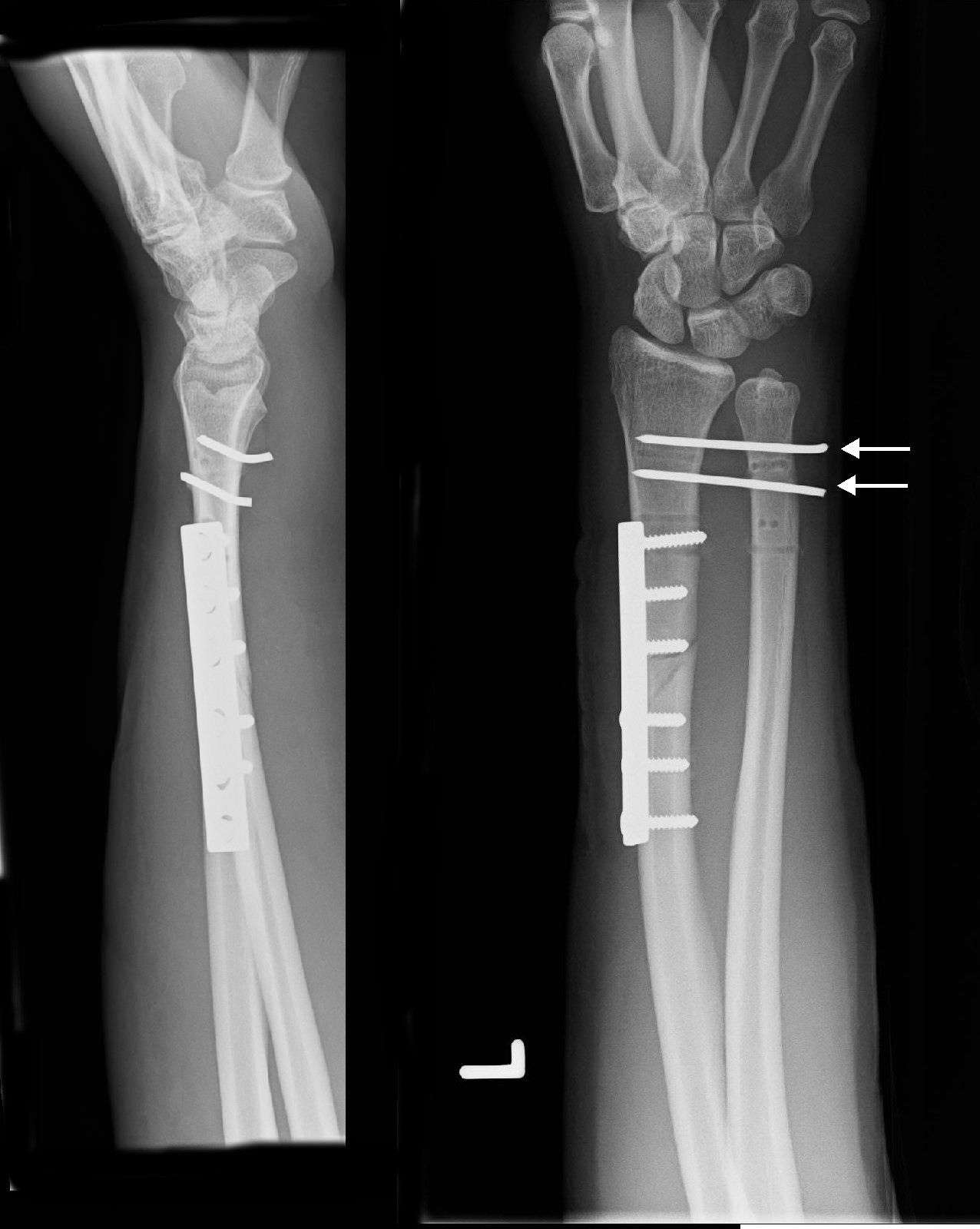
Перелом Ґалеацці після хірургічної фіксації

Переломи Ґалеацці найкраще лікувати відкритою репозицією променевої кістки та дистального променево-ліктьового суглоба. Його називають "переломом з оперативною необхідністю", оскільки він вимагає відкритого хірургічного втручання у дорослих. Без хірургічного втручання перелом призводить до стійких або рецидивуючих вивихів дистальної частини ліктьової кістки.  Однак у дітей, скелет яких іще дуже пластичний, перелом, як правило, лікується закритим суміщенням.

## Епідеміологія
Переломи Ґалеацці становлять 3-7% усіх переломів передпліччя. Найчастіше їх спостерігають у чоловіків. Хоча, як повідомляється, механізм переломів Ґалеацці лишається неясним, за оцінками, вони становлять 7% всіх переломів передпліччя у дорослих. Вони асоціюються з падінням на випростану руку.

## Історія
Перелом Ґалеацці названий на честь Рікардо Ґалеацці (1866–1952), італійського хірурга в Istituto dei Rachitici в Мілані, який описав перелом у 1934 році.

## Зовнішні посилання
Treatment of Distal Radial Fractures by Open Reduction and Internal Fixation